# محمد صبحي حلاق
 أَبُو مُصْعَبٍ، مُحَمَّدٌ صُبْحِي بْنُ حَسَنٍ حَلَّاقٍ (1954، تفتناز - 7 يناير 2017، صنعاء)، شيخ ومُحقّق سورِي («التَّفْتَنَازِيُّ مَوْلِدًا، وَالصَّنْعَانِيُّ هِجْرَةً وَإِقَامَةً» كما يُعرف عادة). ساهم في تحقيق كتب التّراث، خُصوصا اليمني منه، وقد أعطى لمؤلفات الإمام محمد الشوكاني عناية خاصة بحيث لم تعد له مخطوطة لم تحقق.

## مسيرته

### مولده
ولد الشيخ أبو مصعب في بلدة تفتناز بسوريا عام 1372 هـ الموافق لـ 1954 م.
نشأ نشأةً إسلامية، وبدأ منذ صغره يقرأ العلم الشرعي على شيوخ عصره، وأعلام الأمصار التي وصل إليها في شبابه، فقد أقام في الأردن ستة أشهر ثم سافر إلى السعودية للحج والعمرة في عام 1981 م، ثم اتجه إلى اليمن منذ ذاك الوقت حتى توفي فيه.

### تعليمه
تلقى الشيخ علوم العقائد والقرآن وعلومه، والحديث ومصطلحه، والفقه وأصوله، وعلوم العربية على علماء عدة في مدن حلب ودمشق وحماة.
ومن بينهم: الشيخ عبد الحميد عز، والشيخ خالد بن محمود خطيب، والشيخ محمد عبدو ديب، والشيخ نور الدين عتر الحلبي، والشيخ عبد الله سراج الدين الحسيني، والشيخ عبد الفتاح أبو غدة، والشيخ محمد هاشم المجذوب، والشيخ محمد سعيد رمضان البوطي، وغيرهم.

### مَناصِبهُ
عمل إماماً وخطيباً في محافظة دمشق لمدة أربع سنوات، ثم إماماً ومدرساً في محافظة إدلب لمدة ست سنوات. كما درّس كتاب سبل السلام للصنعاني، وكتاب الرسالة للإمام الشافعي في جامع الدعوة بصنعاء.
ودرَّس كلاً من الفقه والأصول والحديث والمصطلح والمواريث، في معهد صنعاء العلمي بأقسامه الثلاثة (عام وشرعي ومعلمين) لمدة ثماني سنوات. إضافة إلى عمله موجهاً في إدارة الثقافة والنشاط الاجتماعي التابع لوزارة التربية والتعليم في اليمن لمدة خمس سنوات.

### التأليف
لم يعتنِ بالتأليف إكثاراً وكثرةً قدر عنايته بالتحقيق وإخراج النصوص المحققة وإحياء التراث، ومن مؤلفاته:
- الفوائد المجتمعة لخطيب الجمعة
- اللباب في فقه السنة والكتاب
- الأدلة المرضية لمتن الدرر البهية
- المعين في فقه السنة والكتاب المبين
- الشباب عوامل تكوينهم وأسباب مشكلاتهم في ضوء الكتب والسنة
- الأحاديث القدسية في الصحيحين وشرح مفرداتها
- رجال تفسير الطبري جرحاً وتعديلاً
- الإيضاحات العصرية للمقاييس والأوزان الشرعية
- بغية المتفقهين لأدلة منهاج الطالبين للنووي
- مدخل إرشاد الأمة إلى فقه الكتاب والسنة
- الشامل الميسر في الفقه

### تحقيقاته
قام الشيخ محمد صبحي حلاق بتحقيق كتب الشوكاني كلها، كما حقق كتبا للإمام محمد بن إسماعيل الصنعاني منها:
- إيقاظ الفكرة لمراجعة الفطرة
- سبل السلام شرح بلوغ المرام
- إجابة السائل شرح بغية الآمل لنظم الكامل
- تفسير غريب القرآن
- التحبير لإيضاح معاني التيسير
- الإحراز لما في أساس البلاغة من كناية ومجاز
- فتح الخالق في شرح مجموع الحقائق والرقائق في ممادح رب الخلائق
- عون القدير من فتاوى ورسائل ابن الأمير

ومن تحقيقاته أيضا
- إرشاد العقل السليم إلى مزايا الكتاب الكريم لأبو السعود
- معارج القبول بشرح سلم الأصول للحكمي
- بداية المجتهد ونهاية المقتصد لابن رشد الحفيد
- العقيدة الواسطية لابن تيمية
- شرح الصدور في ذكر ليلة القدر للحافظ العراقي
- استخراج الجدال من القرآن الكريم لناصح الدين بن الحنبلي
- النبذة في أصول الفقه لابن حزم
- رسالة في السماع والرقص لمحمد المنبجي الحلبي
- إخبار أهل الرسوخ في الفقه والتحديث ومقدار المنسوخ من الحديث لابن الجوزي

### الجنسية اليمنية
حاول الشيخ الحصول على الجنسية اليمنية ولكنّه فشل، رغم أن القاضي العمراني وشخصيات يمنية سعوا له عند الرئيس السابق علي عبد الله صالح.
وذكر الشيخ أنه كان يُريد الجنسية اليمنية حتى يتمكّن من مُغادرة اليمن إلى بعض الدول مثل مصر وغيرها، لأنّ الجواز السوري لا يُمكّنه من ذلك.

## وفاته
توفي الشيخ محمد صبحي حسن حلاق في صنعاء يوم السبت 9 ربيع الآخر 1438 هـ الموافق لـ 7 يناير 2017 م، بعد مرض عضال، وكانت الصلاة عليه في مسجد الخير في حي شميلة بعد صلاة العصر، ودُفن في مقبرة النجيمات.